# Маскот-Джефферсон Сіті
Джефферсон–Сіті Маскот (англ. Mascot-Jefferson City Zinc District) — рудний район з видобутку цинкових руд у США (шт. Теннессі).

## Історія
Відомий з 1854 р.

## Характеристика
Загальна пл. 232 км². Сумарні запаси цинку (в перерахунку на метал) 5 млн т. Оруденіння приурочене до вапняково-доломітової товщі ниж. ордовика. Гол. рудний мінерал — високочистий сфалерит, другорядні — пірит, ґаленіт і халькопірит. Жильні мінерали — доломіт, кварц, кальцит, флюорит і барит. Вміст цинку в рядових рудах 2,5 %.

## Технологія розробки
Розробляється шахтами глиб. до 300—400 м. Система розробки — камерно-стовпова. Збагачення — флотацією. Концентрат містить 63,5 % цинку, при вилученні 98,3 %.